# Running mate
Running mate is in de Verenigde Staten de aanduiding voor de kandidaat voor een tweede positie, bijvoorbeeld vicepresident, luitenant-gouverneur of viceburgemeester. 
Vooral de running mates van presidenten en presidentskandidaten (die dus kandidaat zijn voor vicepresident van de Verenigde Staten) trekken veel aandacht. De running mate van voormalig president George W. Bush was tweemaal Dick Cheney. Die van zijn voorganger Bill Clinton ook tweemaal Al Gore. Beiden zijn na de gewonnen presidentsverkiezingen vicepresident geworden. Meestal wordt de vicepresident niet vervangen bij de daaropvolgende verkiezingen, zelfs als ze geen stemmentrekkers blijken te zijn (zoals in het geval van Dan Quayle, tweemaal de running mate van George H.W. Bush). 
Het is nog nooit gebeurd dat de running mate een voormalig president is. Gezien de vicepresident de eerste, rechtstreekse opvolger is van de president, is het niet duidelijk of een voormalig president die werd herverkozen überhaupt wel in aanmerking komt voor het vicepresidentschap omdat het Tweeëntwintigste amendement van de Grondwet van de Verenigde Staten verbiedt dat presidenten meer dan twee termijnen aan de macht zijn.

## Running mates van de belangrijkste presidentskandidaten sinds 1900
| Verkiezingsjaar | Running mate (vicepresidentskandidaat) | Presidentskandidaat    | Herverkiezing | Partij               | Uitslag |
| --------------- | -------------------------------------- | ---------------------- | ------------- | -------------------- | ------- |
| 1900            | Adlai E. Stevenson                     | William Jennings Bryan | ja            | Democratische Partij | Verlies |
| 1900            | Theodore Roosevelt                     | William McKinley       |               | Republikeinse Partij | Winst   |
| 1904            | Henry G. Davis                         | Alton B. Parker        |               | Democratische Partij | Verlies |
| 1904            | Charles Warren Fairbanks               | Theodore Roosevelt     |               | Republikeinse Partij | Winst   |
| 1908            | John Worth Kern                        | William Jennings Bryan |               | Democratische Partij | Verlies |
| 1908            | James S. Sherman                       | William Howard Taft    |               | Republikeinse Partij | Winst   |
| 1912            | Thomas Marshall                        | Woodrow Wilson         |               | Democratische Partij | Winst   |
| 1912            | Nicholas Murray Butler                 | William Howard Taft    |               | Republikeinse Partij | Verlies |
| 1912            | Hiram Johnson                          | Theodore Roosevelt     |               | PP                   | Verlies |
| 1916            | Thomas Marshall                        | Woodrow Wilson         | ja            | Democratische Partij | Winst   |
| 1916            | Charles Warren Fairbanks               | Charles Evans Hughes   | ja            | Republikeinse Partij | Verlies |
| 1920            | Franklin D. Roosevelt                  | James M. Cox           |               | Democratische Partij | Verlies |
| 1920            | Calvin Coolidge                        | Warren G. Harding      |               | Republikeinse Partij | Winst   |
| 1924            | Charles W. Bryan                       | John W. Davis          |               | Democratische Partij | Verlies |
| 1924            | Charles G. Dawes                       | Calvin Coolidge        |               | Republikeinse Partij | Winst   |
| 1924            | Burton K. Wheeler                      | Robert La Follette     |               | PP                   | Verlies |
| 1928            | Joseph Taylor Robinson                 | Al Smith               |               | Democratische Partij | Verlies |
| 1928            | Charles Curtis                         | Herbert Hoover         |               | Republikeinse Partij | Winst   |
| 1932            | John N. Garner                         | Franklin D. Roosevelt  |               | Democratische Partij | Winst   |
| 1932            | Charles Curtis                         | Herbert Hoover         | ja            | Republikeinse Partij | Verlies |
| 1936            | John N. Garner                         | Franklin D. Roosevelt  | ja            | Democratische Partij | Winst   |
| 1936            | Frank Knox                             | Alf Landon             |               | Republikeinse Partij | Verlies |
| 1940            | Henry A. Wallace                       | Franklin D. Roosevelt  |               | Democratische Partij | Winst   |
| 1940            | Charles L. McNary                      | Wendell Willkie        |               | Republikeinse Partij | Verlies |
| 1944            | Harry S Truman                         | Franklin D. Roosevelt  |               | Democratische Partij | Winst   |
| 1944            | John W. Bricker                        | Thomas Dewey           |               | Republikeinse Partij | Verlies |
| 1948            | Alben W. Barkley                       | Harry S Truman         |               | Democratische Partij | Winst   |
| 1948            | Earl Warren                            | Thomas Dewey           |               | Republikeinse Partij | Verlies |
| 1948            | Fielding L. Wright                     | Strom Thurmond         |               | /                    | Verlies |
| 1952            | John Sparkman                          | Adlai E. Stevenson II  |               | Democratische Partij | Verlies |
| 1952            | Richard Nixon                          | Dwight D. Eisenhower   |               | Republikeinse Partij | Winst   |
| 1956            | Estes Kefauver                         | Adlai E. Stevenson II  |               | Democratische Partij | Verlies |
| 1956            | Richard Nixon                          | Dwight D. Eisenhower   | ja            | Republikeinse Partij | Winst   |
| 1960            | Lyndon B. Johnson                      | John F. Kennedy        |               | Democratische Partij | Winst   |
| 1960            | Henry Cabot Lodge                      | Richard Nixon          |               | Republikeinse Partij | Verlies |
| 1960            | Strom Thurmond                         | Harry F. Byrd          |               | Onafhankelijk        | Verlies |
| 1964            | Hubert Humphrey                        | Lyndon B. Johnson      |               | Democratische Partij | Winst   |
| 1964            | William E. Miller                      | Barry Goldwater        |               | Republikeinse Partij | Verlies |
| 1968            | Edmund Muskie                          | Hubert Humphrey        |               | Democratische Partij | Verlies |
| 1968            | Spiro Agnew                            | Richard Nixon          |               | Republikeinse Partij | Winst   |
| 1968            | Curtis LeMay                           | George Wallace         |               | AIP                  | Verlies |
| 1972            | Sargent Shriver                        | George McGovern        |               | Democratische Partij | Verlies |
| 1972            | Spiro Agnew                            | Richard Nixon          | ja            | Republikeinse Partij | Winst   |
| 1976            | Walter Mondale                         | Jimmy Carter           |               | Democratische Partij | Winst   |
| 1976            | Bob Dole                               | Gerald Ford            |               | Republikeinse Partij | Verlies |
| 1980            | Walter Mondale                         | Jimmy Carter           | ja            | Democratische Partij | Verlies |
| 1980            | George H.W. Bush                       | Ronald Reagan          |               | Republikeinse Partij | Winst   |
| 1984            | Geraldine Ferraro                      | Walter Mondale         |               | Democratische Partij | Verlies |
| 1984            | George H.W. Bush                       | Ronald Reagan          | ja            | Republikeinse Partij | Winst   |
| 1988            | Lloyd Bentsen                          | Michael Dukakis        |               | Democratische Partij | Verlies |
| 1988            | Dan Quayle                             | George H.W. Bush       |               | Republikeinse Partij | Winst   |
| 1992            | Al Gore                                | Bill Clinton           |               | Democratische Partij | Winst   |
| 1992            | Dan Quayle                             | George H.W. Bush       | ja            | Republikeinse Partij | Verlies |
| 1992            | James Stockdale                        | Ross Perot             |               | Onafhankelijk        | Verlies |
| 1996            | Al Gore                                | Bill Clinton           | ja            | Democratische Partij | Winst   |
| 1996            | Jack Kemp                              | Bob Dole               |               | Republikeinse Partij | Verlies |
| 2000            | Joe Lieberman                          | Al Gore                |               | Democratische Partij | Verlies |
| 2000            | Dick Cheney                            | George W. Bush         |               | Republikeinse Partij | Winst   |
| 2004            | John Edwards                           | John Kerry             |               | Democratische Partij | Verlies |
| 2004            | Dick Cheney                            | George W. Bush         | ja            | Republikeinse Partij | Winst   |
| 2008            | Joe Biden                              | Barack Obama           |               | Democratische Partij | Winst   |
| 2008            | Sarah Palin                            | John McCain            |               | Republikeinse Partij | Verlies |
| 2012            | Joe Biden                              | Barack Obama           | ja            | Democratische Partij | Winst   |
| 2012            | Paul Ryan                              | Mitt Romney            |               | Republikeinse Partij | Verlies |
| 2016            | Tim Kaine                              | Hillary Clinton        |               | Democratische Partij | Verlies |
| 2016            | Mike Pence                             | Donald Trump           |               | Republikeinse Partij | Winst   |
| 2020            | Kamala Harris                          | Joe Biden              |               | Democratische Partij | Winst   |
| 2020            | Mike Pence                             | Donald Trump           | ja            | Republikeinse Partij | Verlies |
| 2024            | Tim Walz                               | Kamala Harris          |               | Democratische Partij | Verlies |
| 2024            | J.D. Vance                             | Donald Trump           |               | Republikeinse Partij | Winst   |